# Eupetes macrocerus
Eupetes macrocerus là loài chim duy nhất trong họ Eupetidae. Đây là một loài chim kỳ lạ giống gà nước, có lông màu nâu và sống trên mặt đất.